# 不當類比
錯誤類比（false analogy），又称虚假类比、牽強比附、牽強類比、不當類比，或弱類比（weak analogy）是一種非形式謬誤，係使用不恰當的類比推論而得出不恰當的結論。犯了這種謬誤的人藉由比較兩件不同事物在某些方面的共同點，來推論這兩件不同事物在另外一些方面也必然相同。其具體的推論形式為：因為X和Y在a、b、c方面相同，所以X和Y在p、q、r方面也必定相同。
這種謬誤會使人從符合事實的前提，推論出違反事實的結論，是一種十分常見的謬誤。

## 示例
例一（不相干）
小朱整天只顧讀書，卻不認真賺錢謀生，妻子無法忍受決定和他離婚。幾年後小朱成為大官，衣錦還鄉。妻子要求和他復合，小朱把水潑在地上說：「我們的關係就像這水一樣，再也收不回來了。」
如果小朱的意思是「覆水無法收回，因此我和妻子無法復合」，即是不當類比：覆水無法收回是自然定律，然而小朱是否願意和妻子復合則是個人意願問題。
例二（不充分）
藝術創作和色情書刊都有性和裸體。藝術創作沒有十八禁，所以色情書刊也不該有十八禁。
性和裸體並非考量是否十八禁的唯一理由，藝術創作和色情書刊尚有其他重要差異，比如色情書刊以刺激性慾為主，藝術創作則不然。
性慾跟呼吸都是人類的生理機能，所以如果戒呼吸是愚蠢的，那麼戒色也是愚蠢的。
然而性慾不影響一個人是否存活，但呼吸直接影響一個人的存活，所以這種類比是不恰當的。
例三（不當預設）
屠夫屠殺動物就和納粹黨屠殺猶太人一樣邪惡，因此我們應該禁止屠宰。
殺動物是否和殺人一樣邪惡是有爭議的，許多人認為殺動物和殺人有不同的道德義務，因而此類比可能會乞題。（參見：乞題類比）
既然畜牧業把動物養在擁擠的環境裡是虐待動物，那農業把植物養在擁擠的環境裡，不就是「虐待植物」？所以用畜牧業虐待動物這點來反對吃肉是不充分的。
然而已知動物確實會感受到痛苦，而植物的感知系統未必能產生類似的感受，因此不能因為畜牧業和農業都有將生命體集中起來大量養育以作為人類食物的作為，就認為兩者本質類似，並反過來主張畜牧吃肉的合理性。

## 相關概念
- 乞題類比：使用類比推論，然而類比的強度取決於問題本身。
- 偏差樣本：使用部分樣本推論整體即是將「部分樣本」與「整體情況」做類比。樣本若與整體有偏差，即是不當的類比。
- 單方論證：當一個類比只說明主項和類比項的某些相似特質，卻忽略了更加明顯的不相似特質時，就是一種單方論證。
- 蘋果跟橘子：指稱不能比較的兩種事物的諺語。
- 類比：一般意義上的一種概念
- 比喻：修辭學上的一種概念

## 外部連結
- （英文）Weak Analogy（页面存档备份，存于）
- （繁體中文）梁光耀 思考方法第七講（页面存档备份，存于）